# Station Kędzierzyn Blachownia Śląska
Station Kędzierzyn Blachownia Śląska is een spoorwegstation in de Poolse plaats Kędzierzyn-Koźle.